# Джордж Герст
Джордж Герст (англ. George Hearst, 3 вересня 1820 — 28 лютого 1891) — американський підприємець і політик. Власник рудника і сенатор, придбав газету «Сан-Франциско-екзамінер» за картярський борг, а його син Вільям Рендольф Герст створив на її основі найбільшу в країні інформаційно-газетну мережу та став одним з найбільш потужних і яскравих медіамагнатів.
Джордж Герст очолював найбільшу в США приватну гірничодобувну компанію Hearst, Haggin, Tevis and Co..
Після смерті сенатора Джона Міллера був призначений на його посаду, займаючи вакантне місце до обрання наступника з 23 березня 1886 по 4 серпня 1886. У 1887 році обраний в Сенат США від Демократичної партії, прослуживши там з 4 березня 1887 року до самої смерті у 1891 році.

## Біографія
Джордж Герст народився на фермі в штаті Міссурі. Від батька він успадкував невеликий магазин і багато боргів. З боргами 26-річний Джордж розплатився користуючись з доходів, отриманих від відкритого їм багатого місцеперебування свинцю. У 1850 році Герст, якому було вже 30 років, покинув сімейну ферму і вирушив до Каліфорнії шукати золото і марно шукав його протягом 9 років. Якийсь час він також тримав магазин в Сакраменто, але через жорстку конкуренцію йому доводилося туго. У 1859 році він вдало вклав гроші в срібний рудник в Неваді, але потім і він перестав приносити дохід. У 1875 році Герсту разом з дружиною Фібі довелося виїхати з Сан-Франциско. Через рік 56-річний Герст знову вирушив шукати золото, на цей раз в горах Блек-Гілс в Південній Дакоті. Куплений ним рудник виявився казково багатий і приніс йому понад 160 мільйонів. Герст продовжував здобувати все нові родовища золота і міді, і тепер йому постійно щастило. Спільно з партнерами він контролював близько сотні північноамериканських рудників.
Зовні, так і за характером, Герст був схожий на старателя. Подружжя Герстів була відома тим, що жила на широку ногу і не шкодувала грошей на благодійність.
У 1882 році 62-річний Герст почав політичну кар'єру — з того, що програв вибори на посаду губернатора Каліфорнії. Він був противником непомірного впливу залізничних компаній на політичне життя країни. Ця боротьба із залізничними магнатами вилилася в зіткнення Герста з Ліландом Стенфордом на виборах 1885 року в Сенат США. Херст програв, але через рік помер сенатор Джон Франклін Міллер, і Герст був призначений на його місце, а ще через два роки він Герст обраний в Сенат.
Герст не любив багато говорити і називав себе «сенатором-мовчуном». Однак він запам'ятався колегам хорошим знанням американського Заходу, добрим гумором та чесністю. Він помер в 1891 році, за тиждень до закінчення 51-й сесії Конгресу.
Незадовго до цього він передав газету «Екзамінер» єдиному 28-річному синові Вільяму Рендольфу Герсту. Герст-молодший (чия біографія надихнула О. Веллеса на фільм 1941 року «Громадянин Кейн») створив на цій основі могутню газетну імперію, що коштувала в 1951 році (коли він помер) понад 160 мільйонів. Ця імперія включала 18 газет, 9 журналів та інші інформаційні підприємства. Правда, до того часу Вільям Херст вже не був власником усієї цієї імперії.
Вільям Герст витрачав гроші так щедро (до 15 мільйонів в рік), що мало хто в Америці міг його в цьому перевершити. Якось на бенкеті Генрі Форд запитав Герста, «залишився у нього хоч гріш в кишені». На що Герст, розсміявшись, відповів, що дійсно витрачає більше, ніж заробляє. Тоді Форд порадив йому «відкласти мільйонів двісті на чорний день». Герст не послухався поради і побудував у Сан-Симеоні монументальний особняк, який в архітектурному плані був змішанням стилів різних епох. Один тільки басейн там коштував близько мільйона. Наприкінці життя Герста його статок все ж складав 59 мільйонів (правда, в його час цього було недостатньо, щоб включити його в сотню найбагатших американців).
Герст помер 70 років у Вашингтоні 28 лютого 1891 року. Каліфорнійський парламент та державні суди оголосили перерву, щоб чиновники могли відвідати його похорони. Спадкоємцем його статків стала дружина Фібі.